# 볼프강 발스터

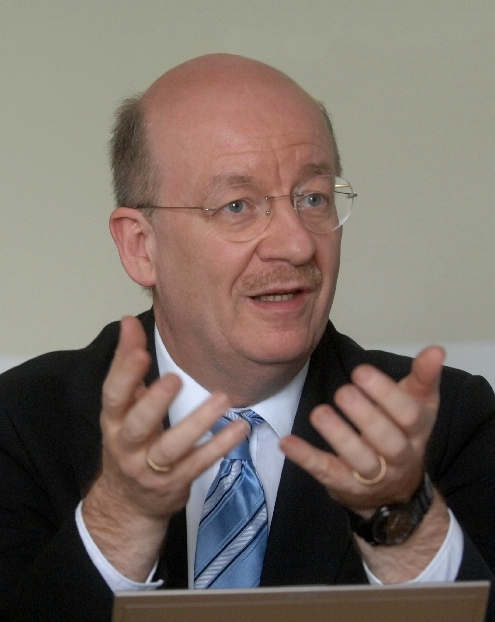

볼프강 발스터(Wolfgang Wahlster, 1953년 2월 2일 ~)는 독일의 인공지능 연구자이다. 독일 인공지능 연구센터의 CEO 겸 과학 책임자였으며, 자르브뤼켄 자를란트 대학교 컴퓨터 과학 정교수를 역임했다. 발스터는 현재 독일 인공지능 연구 센터의 최고 경영 고문으로 활동하고 있다. 2019년 5월, 독일 정보학회(Gesellschaft für Informatik)로부터 독일 인공지능 역사상 가장 중요한 10인 중 한 명으로 선정되었다. 그는 "인더스트리 4.0"이라는 용어를 처음 만든 사람으로 불리기도 한다.
발스터는 2004년부터 하노버 산업 박람회에서 매년 수여되는 헤르메스 상(Hermes Award)의 창시자 중 한 명이었으며, 수년간 헤르메스 상 심사위원장을 역임했다.
2016년에는 다름슈타트 공과대학교(Technische Universität Darmstadt)의 대학 평의원으로 선출되었다.